# Alessia Sartor
Alessia Sartor (Oostende, 19 juni 1997) is een Vlaamse actrice bekend voor haar rollen bij Beau Séjour en Onder Vuur. Ze volgde een opleiding International Business en Journalistiek in Gent. In 2019 waagde ze zich voor een eerste maal aan een auditie, die haar een rol in de tweede reeks van Beau Séjour opleverde.